# Ласло Боді
Ласло Боді (прізвисько Cipő (Черевик); 3 травня 1965, Ужгород — 11 березня 2013, Будапешт) — відомий угорський рок-співак закарпатського походження,, композитор, автор пісень, засновник ансамблю «Republic», співак і фронтмен; один із найуспішніших музикантів та авторів пісень в Угорщині в новітній час.

## Ранні роки (1965—1989)
Ласло Боді народився 3 травня 1965 року в Ужгороді. До однорічного віку він жив зі своєю сім'єю в селі Малі Геєвці, а потім у 1966 р. його сім'я переїхала до Кішварди, де він відвідував музичну школу Лео Вайнера, початкову школу співу та музики. У дитинстві він навчився грати на фортепіано, а також був сертифікованим гравцем однієї з місцевих футбольних команд. Він почав писати тексти пісень у 14-річному віці. Ще учнем гімназії ім. Дьєрдя Бешенєя, він заснував групу під назвою Cipőfűző(«Шнурок для черевика»), звідси й прізвисько Cipő(Черевик). Ансамбль виконував народні пісенні естрадні пісні, написані на музику дядька Боді по батькові. Радіозаписи групи були зроблені в Ніредьгазі. Він працював зі своїм гуртом протягом п'яти років, після чого він служив в армії. У 1983 році він отримав нагороду за свої вірші та пісні на Шарварських днях студентів. Саме тоді він зустрів Яноша Брода. Переїхав до Будапешта у віці 18 років, де відвідував курси підготовки до консерваторії. Одночасно він працював у залізничному департаменті Міністерства транспорту та пошти та Угорській пошті.
Створив дует з Ференцом Сігеті під назвою «Крокодил». Одинокий запис короткочасного формування був зроблений по радіо під назвою «Count to Ten». Він також написав тексти пісень для ансамблю Сіґет, «Кенгуру», коли зустрів басиста Чабу Бороша.

## Republic (1990—2013)
23 лютого 1990 року він заснував гурт у складі Золтана Тота, Чаби Бороша, Імре Балі та Ласло Сіладжі. У 1990 році вони випустили свій перший альбом «Indul a mandula!!!». У 1995 році Cipő випустив студійний альбом за допомогою Ренати Райч та членів групи A Cipő és Lány — Амстердам.  Він написав понад двісті сорок пісень для Республіки (Дорога 67; Терешкова), але він також написав кілька пісень для інших виконавців, серед яких Zsuzsa Koncz та Judit Halász, найвідоміша композиція першого — Небо і земля.
Коли Ласло Боді давав інтерв'ю пресі, майже завжди висловлював гордість тим, що має закарпатське коріння. У селі Малі Геївці досі живуть його родичі, зокрема — двоюрідна сестра.
В місті Ужгород, 3 травня 2021 року, встановлено міні-скульптуру «Cipő», на честь музиканта і композитора, який народився в Ужгороді. Скульптор Роман Мурник, меценат встановлення — громадське об'єднання «АРМАДА КАРПАТ» (керівник Роман Мегела).